# Žan Kolmanič
Žan Kolmanič, né le 3 mars 2000 à Murska Sobota en Slovénie, est un footballeur slovène qui joue au poste d'arrière gauche à l'Austin FC en MLS.

## Biographie

### Parcours en club

#### Formation et débuts au NK Maribor
Formé au NK Maribor, l'un des plus importants clubs de Slovénie, Žan Kolmanič débute en professionnel lors de la saison 2017-2018, jouant son premier match le 19 août 2017 en championnat face au NK Krško. Il est titularisé ce jour-là, à seulement dix-sept ans, et son équipe s'impose sur le score de trois buts à deux. 
Žan Kolmanič est davantage utilisé en équipe première à partir du début de l'année 2019, et lors de cette saison 2018-2019 le NK Maribor est sacré champion de Slovénie. Le jeune défenseur obtient donc le premier trophée de sa carrière.

#### Nouvelle étape en MLS
Le 3 mars 2021, il rejoint la franchise d'expansion de l'Austin FC en prêt, assorti d'une option d'achat. Il joue son premier match pour Austin le 18 avril 2021, lors de la première semaine de la saison 2021 de MLS, contre le Los Angeles FC. Il entre en jeu et son équipe s'incline par deux buts à zéro,,.
Après une saison difficile sur le plan collectif mais positive au vu de ses performances, la formation texane décide de lever l'option d'achat le 19 novembre 2021 et il s'engage pour un contrat de trois ans, jusqu'en 2024. En 2022, son équipe connait une excellente saison qui l'amène au deuxième rang dans la conférence Ouest mais Žan Kolmanič voit son temps de jeu être largement réduit avec la concurrence de Jon Gallagher (en) à son poste.
Retrouvant finalement un rôle de titulaire avec sept parties disputées en début d'année 2023 et la transition de Gallagher vers la droite de la ligne défensive, sa dynamique est néanmoins perturbée par une rupture de ligament croisé à son genou droit qui le contraint à une opération et une fin prématurée de sa saison.
Kolmanič fait son retour à la compétition le 25 février 2024, lors de la première journée de la saison 2024, face au Minnesota United FC. Il est titularisé et son équipe est battue (1-2 score final).

### Parcours en sélection
Žan Kolmanič est un habitué des équipes de jeunes de Slovénie. Il joue son premier match avec les moins de 19 ans alors qu'il n'a que 17 ans, le 4 octobre 2017 face à la Hongrie (défaite 2-1 de la Slovénie).
Le 17 novembre 2020, il fait sa première apparition avec l'équipe de Slovénie espoirs contre la Russie (2-2 score final). 
En septembre 2021, Žan Kolmanič est convoqué pour la première fois avec l'équipe nationale de Slovénie par le sélectionneur Matjaž Kek.

## Palmarès
NK Maribor
- Champion de Slovénie en 2018-2019
- Vice-champion de Slovénie en 2017-2018, 2019-2020 et 2020-2021
- Finaliste de la Coupe de Slovénie en 2019